# 體積莫耳濃度
體積莫耳濃度（英語：molarity，通常以大寫M表示）是化學的一種通用濃度單位，體積莫耳濃度{\displaystyle c_{i}}定義為指构成溶液的某组分{\displaystyle i}的物质的量{\displaystyle n_{i}}除以溶液的體積{\displaystyle V}：
{\displaystyle c_{i}={\frac {n_{i}}{V}}}。
在大多數情况下，體積莫耳濃度指溶質的體積莫耳濃度，即溶質的物質的量除以溶液的體積。

## 单位
國際單位制中，體積莫耳濃度的單位是mol/m3。但是mol/L是更為常用的單位。1mol/L的體積莫耳濃度也能寫作1 molar或1M。
1 mol/L = 1 mol/dm3 = 1 mol dm−3 = 1 M = 1000 mol/m3
國際單位制前缀常用于表示體積莫耳濃度。以下表格中列出了常用單位：
| 名称       | 缩写 | 浓度                                 | 浓度（国际单位制） |
| ---------- | ---- | ------------------------------------ | ------------------ |
| 毫莫耳每升 | mM   | 10−3 mol/dm3                         | 100 mol/m3         |
| 微莫耳每升 | μM   | 10−6 mol/dm3                         | 10−3 mol/m3        |
| 纳摩尔每升 | nM   | 10−9 mol/dm3                         | 10−6 mol/m3        |
| 皮摩尔每升 | pM   | 10−12 mol/dm3                        | 10−9 mol/m3        |
| 飞摩尔每升 | fM   | 10−15 mol/dm3                        | 10−12 mol/m3       |
| 阿摩尔每升 | aM   | 10−18 mol/dm3                        | 10−15 mol/m3       |
| 介摩尔每升 | zM   | 10−21 mol/dm3                        | 10−18 mol/m3       |
| 攸摩尔每升 | yM   | 10−24 mol/dm3 （每1.6升含有1個分子） | 10−21 mol/m3       |

## 相关换算

### 數量換算
體積莫耳濃度换算為數量濃度{\displaystyle C_{i}}:
{\displaystyle C_{i}=c_{i}\cdot N_{\rm {A}}}
{\displaystyle N_{\rm {A}}}为阿伏伽德罗常数，约为6.022×1023 mol−1

### 質量換算
體積莫耳濃度换算為質量濃度{\displaystyle \rho _{i}}，
{\displaystyle \rho _{i}=c_{i}\cdot M_{i}}
{\displaystyle M_{i}}為溶質{\displaystyle i}的莫耳質量。

### 莫耳分數
體積莫耳濃度换算為莫耳分數{\displaystyle x_{i}}：
{\displaystyle x_{i}=c_{i}\cdot {\overline {M}}/\rho }
{\displaystyle {\overline {M}}}是溶液的平均莫耳質量，{\displaystyle \rho }是溶液的密度。

### 质量分数
与质量分数{\displaystyle w_{i}}的换算：
{\displaystyle w_{i}=c_{i}\cdot M_{i}/\rho }

### 重量莫耳濃度
體積莫耳濃度与重量莫耳濃度（對于仅有一種溶質的體系）的换算：
{\displaystyle b_{1}={\frac {c_{1}}{\rho -c_{1}\cdot M_{1}}}\,}
溶质用下标1表示。
對于由多種溶種构成的溶液，相關换算為：
{\displaystyle b_{i}={\frac {c_{i}}{\rho -\sum c_{i}\cdot M_{i}}}\,}

## 性质

### 體積莫耳濃度的總和 - 归一化关系
體積莫耳濃度加和後得到的是總體積莫耳濃度，也就是混合物的密度除以混合物的平均莫耳質量{\displaystyle {\overline {M}}}，或用另一個名稱表示就是混合物莫耳體積{\displaystyle V_{m}}的倒数。
{\displaystyle \sum c_{i}=\rho \sum x_{i}/{\overline {M}}=\rho /{\overline {M}}=n\rho /m=n/V=1/V_{m}}

### 體積莫耳濃度和偏莫耳體積的乘积
由偏摩尔量的加和关系有
{\displaystyle V=\sum _{i}n_{i}{\bar {V_{i}}}}
两边同时除以{\displaystyle V}
{\displaystyle \sum _{i}c_{i}{\bar {V_{i}}}=1}，这样如果各组分的体积摩尔浓度已知，又得知{\displaystyle n_{i-1}}种物质的偏摩尔体积，可求得剩余组分的偏摩尔体积。

### 对体积的依赖性
体积摩尔浓度取决于溶液的体积。由于热膨胀会使溶液的体积发生变化，所以同一溶液的体积摩尔浓度在不同温度下会发生变化。

## 举例
例1：当11.6克氯化钠溶于100g水形成溶液后，溶液的质量浓度{\displaystyle \rho }(NaCl)为：
{\displaystyle \rho _{\text{NaCl}}={\frac {11.6{\text{g}}}{11.6{\text{g}}+100{\text{g}}}}=0.10411.6{\text{g/g}}=10.4\%}
溶液密度为1.07g/mL，那么它的体积为：
{\displaystyle V={\frac {11.6{\text{g}}+100{\text{g}}}{1.07{\text{g/mL}}}}=104.3{\text{mL}}}
因此氯化钠溶液的体积摩尔浓度为：
{\displaystyle c_{\text{NaCl}}={\frac {\frac {11.6{\text{g}}}{58{\text{g/mol}}}}{104.3{\text{mL}}}}=0.00192{\text{mol/mL}}=1.92{\text{mol/L}}}
这里氯化钠的摩尔质量为58g/mol。
例2：化学中一个典型的任务是配制100mL (=0.1 L) 2mol/L的NaCl水溶液，所需氯化钠的质量为：
{\displaystyle m_{\text{NaCl}}=2{\text{mol/L}}\times 0.1{\text{L}}\times 58.5{\text{g/mol}}=11.7{\text{g}}}
为配制这种溶液，需将11.6g氯化钠用少量的水溶解后加入容量瓶中，接着再向容量瓶中加水直至总体积达到100mL。
例3：水的密度约为1000g/L，它的摩尔质量为18.02g/mol({\displaystyle {\frac {1}{18.02}}=0.055}mol/g)。因此水的体积摩尔浓度为：
{\displaystyle c_{{\text{H}}_{2}{\text{O}}}={\frac {1000{\text{g/L}}}{18.02{\text{g/mol}}}}=55.5{\text{mol/L}}}